# Saison 2 de Charmed (2018)
Chronologie
Saison 1 Saison 3
La Deuxième Saison de Charmed, série télévisée américaine,  diffusée depuis le 11 octobre 2019. 

## Synopsis
Étant devenues les nouvelles Aînées, les 3 sœurs sont obligées de fuir leur vie à Hilltown lorsqu'un mystérieux ennemi les attaque chez elles. Les 3 sœurs sont téléportées à Seattle et prennent le contrôle d'un centre de commande magique, crée par les anciennes Aînées pour un programme de "Sortection" (protection des sorcières en leur retirant leurs pouvoirs), capable de détecter les sorcières en danger dans le monde entier. Devenues les protectrices des sorcières du monde, les 3 sœurs doivent apprendre à vivre dans leur nouvelle ville, trouver un travail, apprendre à utiliser leurs nouveaux pouvoirs, découvrir les secrets entourant leur condition de sorcière, rencontrer de nouveaux alliés mais aussi de nouveaux ennemis qui pourrait bien détruire le monde de la magie à jamais...

## Distribution

### Acteurs principaux
- Melonie Diaz (VF : Karine Foviau) : Melanie « Mel » Vera
- Madeleine Mantock (VF : Aurélie Konaté) : Macy Vaughn
- Sarah Jeffery (VF : Camille Donda) : Maggie Vera
- Rupert Evans (VF : Pascal Nowak) : Harry Greenwood
- Jordan Donica : Jordan
- Poppy Drayton (VF : Pamela Ravassard) : Abigael

### Acteurs récurrents
- Bethany Brown (VF : Déborah Claude) : Ruby W.
- Christin Park (VF : Geneviève Doang) : Swan
- Shiva Kalaiselvan (VF : Daria Levannier) : Katrina[1]
- Eric Balfour : Julian Shea
- Peyton List (VF : Stéphanie Hédin) : Nadia
- Kate Burton (VF : Marie-Martine) : Celeste
- Felix Solis : Ray Vera
- Azura Skye : Helen McGantry

### Invités
- Nick Hargrove (VF : Martin Faliu) : Parker Caine
- Kandyse McClure : La gardienne
- Bethany Brown : Ruby
- Kate Burton : Celeste
- Leonard Roberts : Dexter Vaughn
- Hiro Kanagawa : Dr. Tanaka

## Informations
The CW a congédié les showrunners de la saison précédente suite de l'essoufflement de la série qui subit à nouveau un reboot en créant une nouvelle mythologie en supprimant presque les évènements de la Saison 1.
- Les 3 sœurs quittent leur ville de Hilltown.
- Les 3 sœurs perdent leurs pouvoirs pour en retrouver des similaires aux héroïnes de la série originale.
- Les showrunners ont annoncé que cette saison les sorcières seraient à un lieu différent à chaque épisode et que chaque semaine elles aideraient un nouvel innocent. Cette saison a été annoncée sous le signe de la magie.

## Liste des épisodes

### Épisode 1: Havre de paix
- États-Unis /  Canada : 11 octobre 2019 sur The CW[2] / W Network
- Québec : 2 septembre 2020 sur Séries+
- France : 10 décembre 2020 sur Syfy

Jordan Donica
- Bien qu'elles aient perdues leurs pouvoirs, Macy a conservé ses pouvoirs démoniaques et notamment le pouvoir de Pyrokinésie qui lui permet de détruire un démon.

### Épisode 2: Les Choses à faire à Seattle quand on est mort
- États-Unis /  Canada : 18 octobre 2019 sur The CW[2] / W Network
- Québec :
- France :

### Épisode 3: L'Ensorceleuse Ensorcelée
- États-Unis /  Canada : 25 octobre 2019 sur The CW[2] / W Network
- Québec :
- France :

### Épisode 4: Décomposer Harry
- États-Unis /  Canada : 1er novembre 2019 sur The CW[2] / W Network
- Québec :
- France :

- Maggie découvre qu'elle peut voir l'avenir de Jordan en le touchant.

### Épisode 5: L'Être de l'Ombre
- États-Unis /  Canada : 8 novembre 2019 sur The CW[2] / W Network
- Québec :
- France :

### Épisode 6: D'où Jaillit La Flamme
- États-Unis /  Canada : 15 novembre 2019 sur The CW[2] / W Network
- Québec :
- France :

### Épisode 7: Le Passé Est Présent
- États-Unis /  Canada : 22 novembre 2019 sur The CW[2] / W Network
- Québec :
- France :

### Épisode 8: L'Alliance
- États-Unis /  Canada : 6 décembre 2019 sur The CW[2] / W Network
- Québec :
- France :

- Grâce à l'Ambre Noire : 
  - Melanie Vera retrouve un pouvoir similaire à ses pouvoirs originaux puisqu'elle développe le pouvoir d'Inhibition Moléculaire, soit la capacité à figer les objets dans de la glace.
  - Maggie développe définitivement le pouvoir de Prophétie qui lui permet de voir l'avenir en touchant les objets et les personnes.
- Dans la saison 3 de la série originelle, Piper sous l'effet d'un sort maléfique voit son pouvoir d'Immobilisation Moléculaire se transformer en Inhibition Moléculaire en enfermant dans des blocs de glace 2 organisateurs de mariage.
- Dans cet épisode, Maggie développe définitivement le pouvoir de Prophétie, pouvoir similaire voire quasi identique au pouvoir de Prémonition de Phoebe Halliwell de la série originelle.

### Épisode 9: Devine qui vient à SafeSpace Seattle
- États-Unis /  Canada : 17 janvier 2020 sur The CW[2] / W Network
- Québec :
- France :

- Mel montre ses pouvoirs à son père dans cet épisode et démontre que son don à évolué : 
  - Mel peut toujours geler les objets en les enfermant dans de la glace
  - Mel peut réchauffer les objets en faisant fondre la glace ou les faire chauffer pour les rendre brûlant.

### Épisode 10: Malédiction
- États-Unis /  Canada : 24 janvier 2020 sur The CW[2] / W Network
- Québec :
- France :

- Natalie Trent : Florence

### Épisode 11: Danse comme si personne ne te regardait
- États-Unis /  Canada : 31 janvier 2020 sur The CW[2] / W Network
- Québec :
- France :

- Melinda McGraw : Vivienne Laurent

### Épisode 12: Besoin de savoir
- États-Unis /  Canada : 7 février 2020 sur The CW[2] / W Network
- Québec :
- France :

### Épisode 13: Briser le cycle
- États-Unis /  Canada : 21 février 2020 sur The CW[2] / W Network
- Québec :
- France :

- Macy retrouve son pouvoir de Télékinésie. A partir de cet épisode, les trois sœurs ont des pouvoirs quasi identiques aux pouvoirs des trois sœurs de la série originelle.
- Dans cet épisode, les trois sœurs apprennent qu'elles ne sont pas les seules sœurs à avoir obtenu le Pouvoir des trois. Il y a plusieurs dizaines de sororités qui l'ont obtenu mais à chaque fois la mort de l'une des trois à la suite d'une sorte de corruption due au Pouvoir des trois a brisé le groupe de sorcière.

### Épisode 14: Mort Subite
- États-Unis /  Canada : 28 février 2020 sur The CW[2] / W Network
- Québec :
- France :

### Épisode 15: La troisième fois est toujours la bonne
- États-Unis /  Canada : 27 mars 2020 sur The CW[2] / W Network
- Québec :
- France :

- Les 3 sœurs récupèrent Le Pouvoir Des 3.

### Épisode 16: Les ennemis de mes ennemis
- États-Unis /  Canada : 3 avril 2020 sur The CW[2] / W Network
- Québec :
- France :

- Macy développe le pouvoir de "Génération d’Énergie Télékinétique" qui lui permet de projeter un flot d'énergie télékinétique pour immobiliser un groupe de démons.

### Épisode 17: Mais où est Harry?
- États-Unis /  Canada : 10 avril 2020 sur The CW[2] / W Network
- Québec :
- France :

### Épisode 18: Les Colères Du Passé
- États-Unis /  Canada : 17 avril 2020 sur The CW[2] / W Network
- Québec :
- France :

- Maggie développe un nouveau pouvoir : "L'Asservissement Émotionnel" qui permet désormais à la sorcière de changer l'état d'esprit des autres en changeant leurs émotions.

### Épisode 19: Le Danger Frappe A La Porte
- États-Unis /  Canada : 1er mai 2020 sur The CW[2] / W Network
- Québec :
- France :